# 359e régiment d'infanterie (France)
Le 359e régiment d'infanterie (359e RI) est un régiment d'infanterie de l'Armée de terre française constitué en 1914 avec les bataillons de réserve du 159e régiment d'infanterie.
À la mobilisation, chaque régiment d'active crée un régiment de réserve dont le numéro est le sien plus 200.

## Création et différentes dénominations
- 2 août 1914 : 359e régiment d'infanterie
- 5 octobre 1918: Dissolution[1], les hommes restant vont former le 14e Régiment de Marche de Tirailleurs 14e RMT

## Chefs de corps
- 02/08/1914 - 23/05/1915: Lieutenant-colonel Bühler
- 23/05/1915 - 14/08/1918: Lieutenant-colonel Mellier
- 14/08/1918 - 23/08/1918: Commandant Rouchon
- 23/08/1918 - 05/10/1918: Lieutenant-colonel Plan

## Historique des garnisons, combats et batailles

### Première Guerre mondiale

#### Affectations
- 129e division d'infanterie de décembre 1916 à octobre 1918

#### 1914
- Le 4 août, les réservistes doivent constituer le régiment, dans l'usine de La Schappe, de Lyon et des Hautes-Alpes.
- Le 15 au camp de La Valbonne, création de la 151e brigade d'infanterie (France), composée des 297e, 357e et 359e RI.
- Le 7 octobre, une reconnaissance faite par le 5e bataillon prend contact avec l'ennemi au bois de Saint-Martin (Meurthe-et-Moselle).
- Le 16 novembre, le 359e prend part à une offensive effectuée par la 151e brigade, renforcée d'un groupe de chasseurs cyclistes, qui a pour mission de pénétrer dans Cirey-sur-Vezouze et détruire les troupes allemandes qui s'y trouvent. Les pertes sont sérieuses et le régiment ne peut pas entrer à Cirey-sur-Vezouze sans intervention de l'artillerie. À 1 h 30, l'ordre est donné de reprendre l'attaque, l'artillerie, une batterie de 75 et une section d'autos-canons, doivent démolir les défenses ennemies. À 5 heures, les troupes sont en position, s'élancent. Elles progressent, mais se heurtent à des positions organisées et fortement tenues par l'ennemi qui, depuis la veille, a été renforcé. De nombreuses mitrailleuses et de l'artillerie lourde ont été installées. Après un combat très meurtrier qui dure toute la journée, la 151e brigade se replie sur ses positions de départ et au cours de la nuit du 18, regagne ses cantonnements[2].
- Le 24 novembre, le régiment est relevé du secteur de Badonviller par le 249e RI et déplacé à Baccarat.
- Le 13 décembre, le régiment arrive à Sanzey. Il reste en réserve, l'ennemi est contenu, l'intervention de la brigade n'est pas jugée nécessaire.
- Le 17 décembre, le régiment arrive à Urbeis, ou la 151e brigade est mise à la disposition de la 66e division d'infanterie (France).
- Les 25 et 26 décembre, attaque d'Aspach.

#### 1915
- Le 4 janvier 1915, attaque de la cote 425.
- Les 6 et 7 janvier, attaque sur le front Sandozweiler-Wattwiller[3].
- Les 27 et 28 février, combats du Vieux-Moulin.
- Le 23 mars, le régiment est relevé par le 229e régiment d'infanterie.
- De 16 au 21 avril, de violents combats, auxquels prennent part tous les régiments de la brigade, ont lieu aux abords de la cote 830. Le 359e régiment, après avoir sérieusement progressé, s'installe le 21 sur une ligne encerclant le fortin du Sillaker-Wasen, mais très fortement défendu, n'est pas conquis.
- Le 8 mai, la 151e brigade est relevée par la 4e brigade de chasseurs, le régiment est ramené à Gérardmer.
- Le 28 juin, le régiment est désigné pour prendre les avant-postes à Pairis, Noirmont et Basses-Hutes, pendant deux mois, sous des bombardements incessants, le régiment, tout en maintenant d'une façon absolue l'intégrité du terrain qui lui est confié, prend part à plusieurs attaques, où toutes les unités se signalent par leur entrain.
- Le 26 juillet, c'est le 7e bataillon qui se distingue ; sa bravoure lui vaut une citation à l'ordre de l'Armée. La 24e compagnie repousse de nombreuses contre-attaques, elle est citée à l'ordre de la division.
- Le 28 août, le 359e est relevé et gagne Rosières-aux-Salines, où, pendant un mois, il est renforcé, réorganisé et instruit.
- Le 25 septembre, le régiment prend part à la Seconde bataille de Champagne.
- Le 1er octobre, le 359e prend les avant-postes et relève le 401e régiment d'infanterie dans les tranchées proche de Sainte-Marie-à-Py.
- Le 6 octobre, les 6e et 7e bataillons s'élancent hors des tranchées et se portent l'assaut. Les autres unités sont arrêtées par les fils de fer intacts ; prises sous le feu des mitrailleuses allemandes, elles se collent au sol où elles sont soumises pendant toute la journée à un feu terrible d'artillerie lourde qui cause de fortes pertes. La deuxième vague d'assaut vient occuper la tranchée allemande conquise et la tranchée de départ. Les 22e et 23e compagnies, sont encerclées par les Allemands, et la progression est stoppée par des mitrailleuses, et toute progression par les deux seules brèches qui existent dans leur réseau, tombent en partie aux mains de l'ennemi.
- Le 7 octobre, le régiment, épuisé et considérablement réduit, est relevé par le 106e BCP.
- Le 16 décembre, la 257e brigade est rattachée à la 41e division d'infanterie (France). Le régiment est désigné pour prendre les avant-postes dans le secteur de La Chapelotte.

#### 1916
- Du 19 décembre 1915 au 12 janvier, le régiment tient le secteur de La Chapelotte. Il fait la connaissance avec la guerre de mines. Il est soumis à des tirs incessants d'artillerie de gros et moyen calibre. Il fait froid, le mauvais temps est presque continuel ; la principale occupation est de maintenir en état les tranchées et boyaux journellement nivelés par les explosions et les bombardements.
- Le 12 janvier, le 359e est relevé par le 363e régiment d'infanterie.
- 16 janvier au 12 février, le 359e relève les 343e régiment d'infanterie et 353e régiment d'infanterie dans le secteur du Violu et de la Cude. Ce secteur ressemble au secteur de La Chapelotte, les tranchées ennemies sont à très courtes distances, c'est le combat continuel à la grenade. Les obus, gros et petits, tombent en permanence. Le secteur, surtout à l'extrême gauche, du côté du fort Regnault, est très agité, les pertes sont sensibles.
- Le 12 février, le 7e bataillon repousse une forte attaque ennemie; Combats du Bois-le-Prêtre.
- Le 13 février, le régiment, relevé par le 343e régiment d'infanterie.
- Le 5 mars, le régiment relève 222e régiment d'infanterie vers Moivrons et vers Écuelle.
- Le 28 mai, le 359e est relevé par le 239e régiment d'infanterie.
- Le 6 juin, la 129e DI est rattachée à la 2e armée (France), l'Armée de Verdun. Le régiment participe à la Bataille de Verdun.
- Le 14 juin, le régiment est rassemblé à la Citadelle de Verdun et rejoint dans la tranchée Mary. Il repousse une forte attaque ennemie et se signaler par le brio et l'entrain qu'il déploie pour reprendre les éléments de tranchées momentanément tombés aux mains de l'ennemi.
- Le 16 juin, le régiment occupe les ouvrages vers Liévin et Saint-Waast.
- Le 18 juin au 22 juin, malgré le bombardement le plus terrible qu'ils aient eu à subir jusqu'à ce jour, les hommes travaillent d'arrache-pied, s'enfoncent, rétablissent les tranchées et les communications.
- Le 23 juin, le régiment subit une attaque toxique, vers 7 heures, l'attaque ennemie se prononce. Elle est précédée d'un tir effroyable d'artillerie de tous calibres. Les tranchées tiennent, l'ennemi, qui s'avance en masse compacte, est détruit par le feux des mitrailleuses.
- Du 24 au 28 juin, tout le secteur est soumis à un bombardement intense : obus toxiques, gros et petits obus ne cessent de pleuvoir. Plusieurs contre-attaques sont repoussées ; le terrain confié au 359e est intégralement maintenu. Les hommes tombent, mais le Boche ne passe pas.
- Le 30 juin, le régiment, qui a été très éprouvé pendant les jours précédents, est relevé et gagne le camp de Nixéville.
- Le 22 juillet, le régiment relève, dans le secteur du Bois Le Prêtre, le 346e régiment d'infanterie et le 360e régiment d'infanterie. C'est un secteur où les tranchées ennemies sont assez éloignées, ce qui permet d'organiser de fréquentes sorties. Bien que le bombardement ne soit pas très violent, il fait subir des pertes fréquentes.
- Les 23 août, 30 août et 2 septembre, les Allemands, après une sérieuse préparation, tentent des attaques. À chacune de ces tentatives, ils sont repoussés avant d'avoir pu atteindre les lignes.
- Le 28 septembre, le 359e est relevé par le 297e.
- Le 20 décembre, le régiment prend les avant-postes en face de Barleux. Il fait mauvais temps ; la pluie, qui ne discontinue pas, transforme les tranchées et boyaux en véritables lacs de boue. La circulation dans le secteur devient des plus pénibles ; les hommes et les mulets s'enlisent. Les relèves et la vie dans ces cloaques sont encore rendues plus pénibles par les bombardements incessants et très violents par obus toxiques et obus de gros calibre. Les préparatifs de l'attaque projetée sont suspendus et, devant l'impossibilité de faire manœuvrer des troupes et surtout de l'artillerie dans un terrain aussi détrempé, l'attaque est remise à une date ultérieure.

#### 1917
- Le 9 janvier, le régiment est relevé par la 106e et la 120e BCP.
- Le 22 janvier, le régiment occupe le secteur de La Chapelotte, terrain qu'il connaît déjà à fond. Ce secteur a été étendu plus au sud.
- Le 4 avril 1917, le régiment est relevé par le 114e BCP.
- Le 20 avril, le 359e relève le 297e sur la rive gauche de la Fave. Le régime général du secteur est assez calme. Quelques obus chaque jour sur les points 766 ou 607. La population civile reste dans ses maisons presque jusqu'en première ligne à Lesseux et à Wisembach, l'ennemi tire très peu sur ces villages.
- Le 2 mai, le 305e relève le 359e.
- Le 10 juin, le régiment prend les avant-postes vers La Royère (Chemin des Dames), le secteur est très agité, les bombardements ne cessent pas et, dès les premiers jours, les pertes sont sensibles. L'ennemi veut à tout prix reprendre la position de la ligne Hindenburg. Après de violentes préparations, il essaie à plusieurs reprises d'arriver à ses fins. Chaque fois, il est repoussé.
- Le 23 juin, à 3 heures, après un énorme pilonnage par minenwerfer, il déclenche une nouvelle et très forte attaque. Les tranchées à droite de celles tenues par le régiment tombent entre ses mains ; malgré l'emploi de lance-flammes, qui nous causent  de lourdes pertes, il ne peut aborder les tranchées, que la 22e compagnie et la section de mitrailleuses du sergent Le GUERN défendent avec énergie.
- Le 8 juillet, vers 3 heures, les Allemands font sur les lignes un bombardement d'une violence inouïe, suivi immédiatement d'une très forte attaque sur toute la ligne. Les 5e et 10e bataillons sont débordés, les hommes sont tués ou faits prisonniers. Seuls, quelques éléments se maintiennent dans les tranchées de deuxième ligne. Le 6e bataillon, en réserve dans les creutes de Rouge-Maison, est alerté et lance une contre-attaque et, dans le courant de la journée, arrive à reprendre une partie du terrain perdu. Le régiment est complètement désorganisé. Le soir même, il est relevé par le 159e RI qui a été d'urgence amené dans la région.
- Le 3 août le régiment arrivent dans les villages de Tancourt et de Vaurezis, pillés et démolis par les Allemands pendant leur occupation, n'offrent aucune ressource, le régiment est employé à des travaux de constructions, à la remise en état des terrains fertiles. Les habitants commencent à revenir, il faut les loger.
- Le 14 août, la 129e division relève la 81e DI dans le secteur de Vauxaillon.
- Du 14 août au 31 octobre, le régiment occupa la ligne s'étendant de la ferme Moisy au mont des Singes. La vie ordinaire de tranchées sous un bombardement peu dense. Pendant cette longue période, les unités restent en ligne huit jours, puis vont au repos quelques jours, soit à la ferme d'Antioche, soit dans les creutes du mont de Leully.
- Le 23 octobre, à 5 heures, la 28e division, précédée d'un barrage roulant, s'élance à l'attaque. Elle enlève tous ses objectifs et progresse jusqu'à hauteur du 297e régiment, qui est à droite du régiment, l'ennemi, débordé par sa gauche, s'est dérobé au cours de la nuit. Des éléments se portent immédiatement en avant et occupent les tranchées des Elfes et du Cocotier. À gauche, les chasseurs enlèvent le mont des Singes, l'avance générale continue et, le 26 au soir, le 5e bataillon du 359e s'installe sur les bords de l'Ailette.
- Le 2 novembre, le 359e est relevé et transporté dans la région de Fresnay[Où ?].

#### 1918

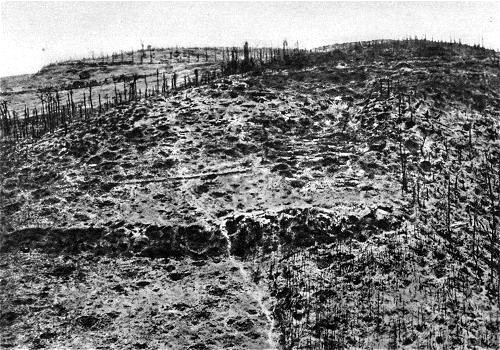
Le mont kemmel en 1918.

- Le 6 mai, Le 359e relève le 153e régiment d'infanterie au Mont Kemmel, le secteur est très agité, les tranchées y sont violemment bombardées par obus toxiques et obus de gros calibre qui occasionnent des pertes.
- Le 8 mai, le régiment s'empare de la ferme de Butterfly. Les troupes s'élancent, progressent et atteignent les objectifs indiqués, les Allemands, massés dans le camp Anglais, contre-attaquent et obligent nos éléments à refluer sur la tranchée de départ.
- Le 9 mai, à 3 h.45, la 23e compagnie est chargée de reprendre l'attaque. Elle progresse, mais, arrêtée par de violents feux de mitrailleuses, elle se cramponne au sol et établit une tranchée. Le lendemain, cette même compagnie se reporte à l'attaque, arrive jusqu'à la ferme Sans-Nom. Elle se trouve isolée en pointe, ne peut se maintenir sur cette position et établit des tranchées tout à proximité qui serviront ultérieurement de tranchées de départ.
- Le 20 mai, l'attaque est reprise après une très forte préparation d'artillerie ; les troupes s'élancent à l'assaut à 5 h.30. L'élan est superbe, les liaisons sont bien établies ; à 10 heures, tous les objectifs sont atteints et de nombreux prisonniers refluent sur l'arrière.
- Le 23 mai, le 359e est relevé par le 103e RI. Pendant cette période, le régiment a particulièrement souffert ; il a perdu, tant en tués, blessés que disparus, 8 officiers et 695 hommes. Les gaz ont anémié tout le monde, le régiment a besoin de se refaire.
- Le 11 juin, masqué par le brouillard, le régiment se masse derrière la voie ferrée à l'ouest de Tricot. À 9 heures, tout est en place, les objectifs  et les itinéraires sont bien reconnus. À 9 h.45, le ciel s'est complètement éclairci, il fait un soleil radieux. Le régiment se met en marche, ayant comme premiers objectifs Tricot, puis Courcelles. Les tanks, 4 par bataillon, doivent déboucher de Tricot, une première vague à 10 h.15, une deuxième vague à la suite du régiment. Le mouvement est à peine commencé que le barrage ennemi se produit avec une rage inouïe. Le dispositif avance malgré les pertes ; à la traversée de Tricot, le colonel MELLIER est légèrement blessé ; il conserve son commandement. À midi, Courcelles est atteint. Les mitrailleuses ennemies entrent en action et clouent l'attaque sur place. Les tanks mis à la disposition du régiment, pris à partie par l'artillerie ennemie, sont ou brûlés ou hors d'usage. Ils ne peuvent détruire les nids de mitrailleuses. En arrivant dans Courcelles, le 359e s'est mélangé à des unités du 39e et du 18e d'infanterie qui occupaient ce village.
- Le 13 juin, se livrent de violents combats qui ne permettent pas au régiment de dépasser Courcelles ; l'ennemi fortement organisé a été renforcé. Malgré de nombreuses pertes, le point d'appui de Courcelles est fortement organisé.
- Le 23 juin, le 359e régiment est relevé du secteur de Courcelles pour être reporté dans celui de la cote 100 vers Méry, où il restera jusqu'au 9 août. Pendant cette période du 11 juin au 9 août, les pertes du régiment sont très élevées : 12 officiers tués, 10 blessés, 1 disparu, 109 hommes tués, 490 blessés, 56 disparus.
- Le 10 août, le régiment reprend Boulogne-la-Grasse. L'ennemi s'est replié, le régiment ne rencontre plus de résistance sérieuse qu'au nord-est de Boulogne-la-Grasse. Un aviateur prévient que le bois de Bus est tenu par l'ennemi. Dès que l'avant-garde arrive en vue de ce bois, elle est effectivement accueillie par un feu violent de mitrailleuses. Un ordre de la division, prescrivant de s'installer au nord de Boulogne-la-Grasse, arrive au moment où l'artillerie se mettait en position pour réduire cette résistance. Le régiment s'installe dans les tranchées qui entourent le village, en liaison à droite avec les chasseurs, à gauche avec le 39e RI.
- Le 17 août, le 359e relève, au bois des Loges, le 154e RI, L'ennemi a été chassé de ce bois, il tient encore fortement le bois du Buvier. C'est ce point que le régiment doit enlever, les tranchées de la lisière est du bois des Loges servent de tranchées de départ.
- Le 19 août, une préparation d'artillerie d'une demi-heure, le 10e bataillon, suivi du 6e, se porte à l'attaque. Dès la sortie du bois, ces troupes sont soumises à un violent tir de barrage et au feu des mitrailleuses non détruites qui garnissent la lisière ouest du Buvier. Une section de la 39e compagnie atteint la corne sud-est du bois, s'infiltre et fait des prisonniers. Violemment contre-attaquée, elle regagne la tranchée de départ.
- Le 28 août, la 129e DI se porte à l'attaque. Le 359e débouche au bois du Buvier, mais ne rencontre aucune résistance : l'ennemi s'est dérobé au cours de la nuit. Après avoir traversé Avricourt, Écuvilly, le régiment se heurte au bois du Quesnoy, où l'ennemi s'est fortement retranché.
- Le 4 septembre, l'ennemi s'est replié, le régiment ne rencontre plus aucune résistance. Le mouvement en avant est repris : la division a comme objectifs Campagne, Minaucourt et Guiscard.
- Le 7 septembre, le 359e fait mouvement par voie de terre et vient cantonner à Vacquemoulin et Menevillers.
- Le 15 septembre, le 359e relève, dans le secteur de Serres, le 413e RI, le secteur est calme, quelques reconnaissances effectuées sur la rive droite de la Loutre ne donnent aucun résultat. L'ennemi occupe fortement la forêt de Besange, il ne manifeste aucune activité. À la suite des derniers combats, le régiment a été considérablement réduit, l'on attend des renforts.
- Le 5 octobre, le 359e est dissous.

## Faits d'armes faisant particulièrement honneur au régiment
Il porte, cousues en lettres d'or dans ses plis, les inscriptions suivantes :

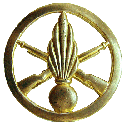
insigne de béret d'infanterie

- Verdun 1916
- Flandres 1918

## Personnages célèbres ayant servi au 359eRI
- Frédéric Ruby (1883-1970)
- Armand Burtin (1896-1972)

### Sources et bibliographie
- Historique du 359e régiment d'infanterie, anonyme, Librairie Chapelot, Nancy